# Titularbistum Porthmus
Porthmus (ital.: Portmo) ist ein Titularbistum der römisch-katholischen Kirche. Es geht zurück auf ein früheres Bistum der antiken Stadt Porthmos auf der griechischen Insel Euböa, das der Kirchenprovinz Athen zugeordnet war.
| Titularerzbischöfe von Porthmus |                    | |                 |                   |
| Nr.                             | Name               | Amt | von             | bis               |
| 1                               | Eugenio Piloti OFM | 2. Oktober 1739 – 7. Dezember 1742 Apostolischer Koadjutorvikar von Shanxi, 7. Dezember 1742 – 20. Dezember 1756 Apostolischer Vikar von Shanxi (Kaiserreich China) | 2. Oktober 1739 | 20. Dezember 1756 |